# Весёлый (Брянский район)
Весёлый — посёлок в Брянском районе Брянской области, в составе Новодарковичского сельского поселения. Расположен в 2 км к северо-западу от посёлка Новые Дарковичи.
Основана около 1930 года; до 1959 года в Дарковичском сельсовете, в 1959—1982 гг. в Толвинском сельсовете.

## Население
| Годы      | 1979 | 1989 |
| --------- | ---- | ---- |
| Население | 41   | 10   |

| 2010 | 2013 |
| ---- | ---- |
| 2    | ↘0   |